# Bowring Brothers

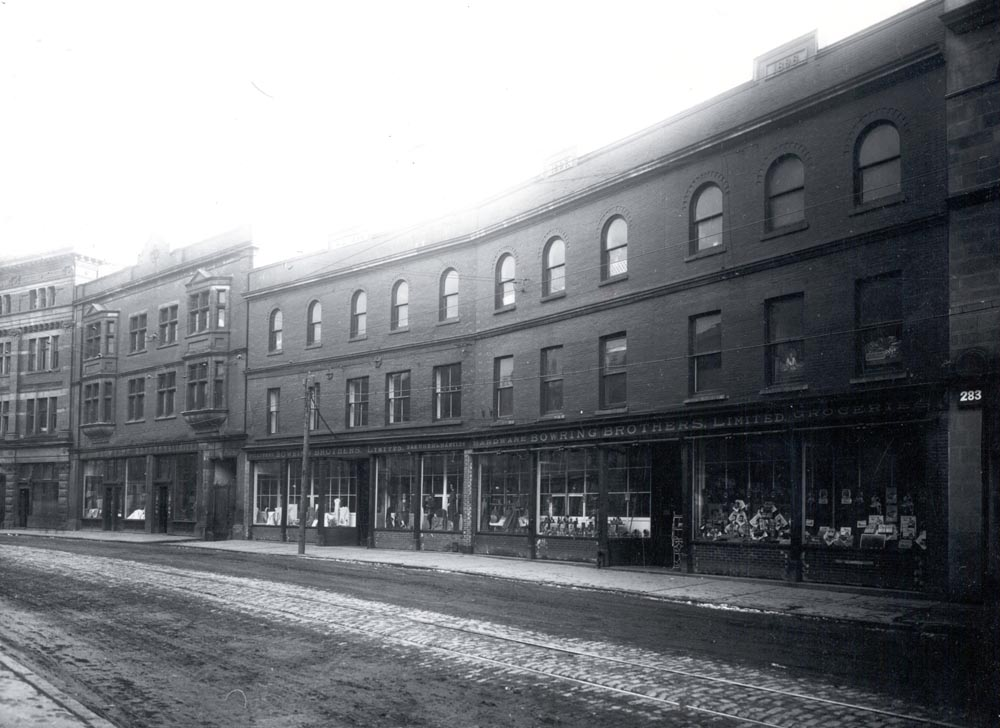
Winkel van de Bowring Brothers, Water Street, St. John's, rond 1892

Bowring Brothers Ltd. (of kortweg Bowring) was een in Newfoundland gevestigde exploitant van winkels. Nadat het Dominion Newfoundland in 1949 bij Canada was gekomen, breidde het bedrijf zijn activiteiten uit en richtte het zich nu op cadeaus en woonaccessoires door heel Canada.
Bowring was meer dan 200 jaar lang betrokken bij de handel op Newfoundland, met op het hoogtepunt verschillende activiteiten over de hele wereld. 

## Geschiedenis
Bowring werd in 1811 opgericht als een privébedrijf door Benjamin Bowring en zijn familie, die net naar St. John's in de Kolonie Newfoundland waren verhuisd. Benjamin Bowring, een Engelse klokkenmaker, vestigde zich in die branche, terwijl zijn vrouw Charlotte een textielwinkel oprichtte die uitgroeide tot een groot warenhuis in Water Street.

Huisvlag van Bowring Brothers

De gebroeders Bowring werden scheepseigenaren, handelaren in vis en andere goederen, en agent voor stoomschepen. Eind 19e eeuw charterden de Bowring Brothers het schip Nelly, onder kapitein Robert Austin Sheppard (1865-1909), om vis te vervoeren naar havens in Pernambuco (Brazilië) en Sydney (Australië). De gebroeders Bowring beheerden de stoomschepen van de Red Cross Line rond Newfoundland en Labrador. Het bezat de SS Florizel, een van de eerste passagiersschepen ter wereld die speciaal ontworpen was om door ijskoude wateren te varen. Ook nam het deel aan de jaarlijkse zeehondenjacht aan de noordoostkust van Newfoundland. De Florizel werd ingezet als troepentransportschip en vervoerde in oktober 1914 de eerste 540 vrijwilligers van het Newfoundland Regiment naar de Eerste Wereldoorlog. De Florizel liep in 1918 aan de grond en zonk, waarbij veel mensen omkwamen. De talrijke vaartuigen die tussen 1818 en 1937 in het bezit waren van de familie Bowring, werden gecatalogiseerd door Arthur Wardle.
Na de Tweede Wereldoorlog concentreerde het bedrijf zich op zijn detailhandel, waaronder het warenhuis in St. John's en een keten van meer dan honderd souvenirwinkels in winkelcentra in Canada en de Verenigde Staten. Eind jaren 1980 verkocht de familie Bowring de keten aan de Amerikaanse retailer Hallmark Cards, en in 1993 werd deze overgenomen door Royal Canadian Securities via dochteronderneming Tereve Holdings, waarna de winkel in St. John's sloot, waardoor Bowring ruim tien jaar lang geen enkele retailvestiging in de provincie had.
Fred Benitah, eigenaar en CEO van de particuliere huishoudelijke artikelenretailer Benix & Company, Inc. (gevestigd in Toronto, Ontario), kocht in oktober 2005 de insolvente keten Bowring Brothers. Fred Benitah en zijn broer Isaac Benitah hadden samen de particuliere controle over een aantal retailers, waaronder Fairweather, International Clothiers en Benix & Co. Na deze verkoop begon Bowring zich de focussen op een aantal 'woonwinkels' in belangrijke centra in heel Canada. Op het hoogtepunt telde de keten 34 winkels, waaronder één in St. John's. Maar er bleven 31 winkels in grotere Canadese winkelcentra open.
Nadat de Amerikaanse retailer Bombay Company op 20 september 2007 uitstel van betaling aanvroeg, werden de Canadese activiteiten van Bombay (na verkoop van de inventaris) overgenomen door de Benitah-broers en werden de activiteiten samengevoegd met die van Bowring en Benix & Company.

### Faillissement en liquidatie
Op 6 november 2018 vroeg Fluid Brands Inc. (dat leverde aan Bowring en The Bombay Company) en eigendom was van retailmagnaat Fred Benitah, het faillissement aan. Het bedrijf kreeg fasillissementsbescherming. Volgens documenten heeft Fluid Brands Inc. een schuld van $ 50 miljoen. Sinds november 2018 hebben zowel Bowring als The Bombay Company alle leverancierswebsites gesloten en bevinden zij zich in een liquidatieproces. Vanaf januari 2019 zijn alle winkels in Bowring en Bombay gesloten.